# Stazione di Trepuzzi
Stazione di Trepuzzi vasútállomás Olaszországban, Puglia régióban, Trepuzzi településen.

## Vasútvonalak
Az állomást az alábbi vasútvonalak érintik:
- Ancona–Lecce-vasútvonal

## Kapcsolódó állomások
A vasútállomáshoz az alábbi állomások vannak a legközelebb: 
- Stazione di Squinzano
- Stazione di Lecce